# Gornji Grad (Zagreb)
Gornji Grad, auch Gradec genannt, ist ein Stadtviertel der kroatischen Hauptstadt Zagreb und befindet sich im Stadtbezirk Gornji Grad-Medveščak am Fuß des Medvednica-Gebirges. Zusammen mit dem Stadtviertel Kaptol bildet Gornji Grad den alten Zagreber Stadtkern, im Gegensatz zu dem neueren Teil Donji Grad.
Seit 2008 ist der Straßenverkehr in Gornji Grad untersagt, wodurch das Stadtviertel zu einer Fußgängerzone wurde.

## Einwohner
Nach der Volkszählung im Jahr 2001 hatte die ehemalige Gemeinde Gornji Grad 3120 Einwohner. Wenn man auch die kleine nahegelegene Kommune „August Cesarec“ (Tkalčić-Straße, die östliche Grenze der alten Stadt) mitzählt, hatte Gornji Grad 4711 Einwohner.

## Geschichte
Der Name Gornji Grad findet sich erstmals in der Zagreber Goldenen Bulle des kroato-ungarischen Königs Béla IV. aus dem Jahr 1242. Er nannte die Stadt „eine freie königliche Stadt an den Bergen von Gradec, des Berges in Zagreb“ als Dank für den Schutz vor den Tataren, den die Einwohner ihm angeboten hatten. Damit wurde Gornji Grad kein feudales Land, sondern Besitz des Königs. Die Einwohner bekamen weitere Rechte, z. B. das Recht ihren eigenen Magistrat (gradski sudac) zu wählen sowie eine lokale Autonomie.
Die Stadt wurde nach der tatarischen Invasion befestigt. Die Festung war zwischen 1242 und 1261 vollständig und ist noch immer eine touristische Sehenswürdigkeit. Die Mauern umgaben die Stadt in der Form eines Dreiecks, mit dem Popov-Turm am Ilirski-Platz als nördlichstem Winkel und der Strossmayer-Promenade an ihrer Basis, was auf das Geländeprofil zurückzuführen war. Auf der Festung gibt es einige drei- und viereckige Türme.
Im Mittelalter gab es vier große Eingangstore: das westliche in der Mesnička-Straße, das nördliche auf der Opatička-Straße, das südliche so genannte Dverce und das östliche Kamenita vrata (Steintor). Kamenita vrata ist das einzige noch erhaltene Tor von Gornji Grad.

## Markusplatz und -kirche
Das Zentrum von Gornji Grad ist die Markuskirche, die sich auf der nördlichen Seite des Markusplatzes (Markov trg oder amtlich Trg svetog Marka) befindet. Die Markuskirche war die Pfarrkirche des alten Zagreb. An der Fassade der Kirche kann man Elemente der Romanik und auch der Gotik finden. Diese stammen vom Ausbau im 13. Jahrhundert und vom Umbau im 14. Jahrhundert. Das südliche Portal wurde im 14. Jahrhundert von Bildhauern aus Prag gestaltet und stellt ein bekanntes Kunstwerk dar.
Der Markusplatz war seit dem 15. Jahrhundert Sammelplatz der Zunftgenossen. Dort befindet sich heute das Staats- und Regierungszentrum Kroatiens. Auf der südlichen Seite des Platzes befindet sich in der Basariček-Straße das Pfarramt von Gornji Grad. Die Gebäude wurden im 16. Jahrhundert erbaut, im 18. Jahrhundert renoviert und im 19. Jahrhundert vergrößert. An der westlichen Seite des Platzes steht das Banuspalais (Banski dvori). Früher wohnte dort der kroatische Banus; heute ist es die Residenz der kroatischen Staatsregierung. Seit 1734 befindet sich auf der östlichen Seite das kroatische Parlament (Sabor).

## Museen und Galerien
Gornji Grad gilt als das kulturelle Zentrum von Zagreb, weil sich hier mehrere Museen und Kunstgalerien befinden. Die bekanntesten Museen sind das Archäologische Museum, Zagrebs Stadtmuseum, das Museum für Naturgeschichte, das Museum der modernen Kunst, die Galerie „Klovićevi dvori“, das Museum der kroatischen Geschichte, das Museum der Naiven Kunst und die Stiftung „Ivan Meštrović“.

## Bilder

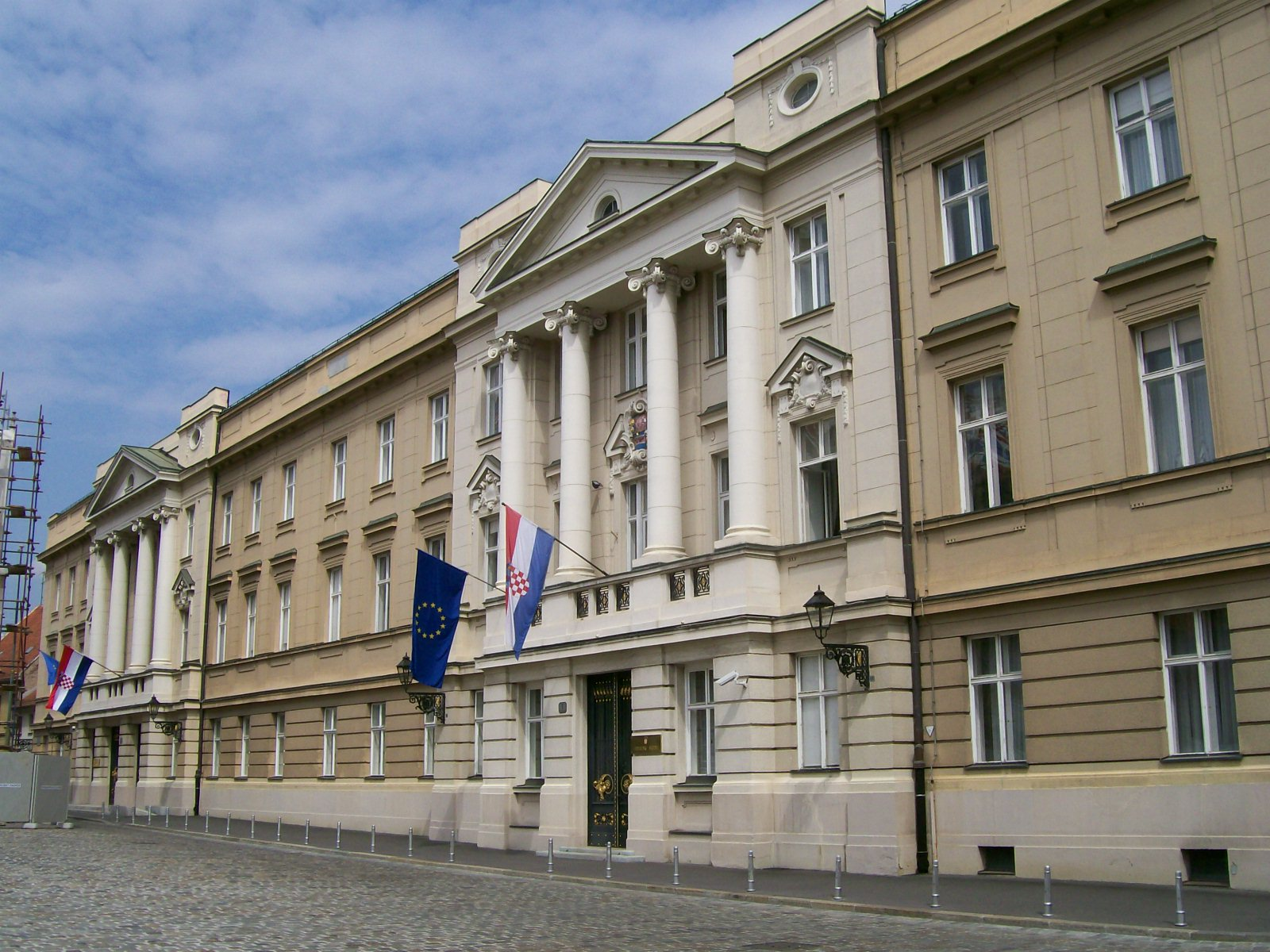
Der Sabor, das kroatische Parlament
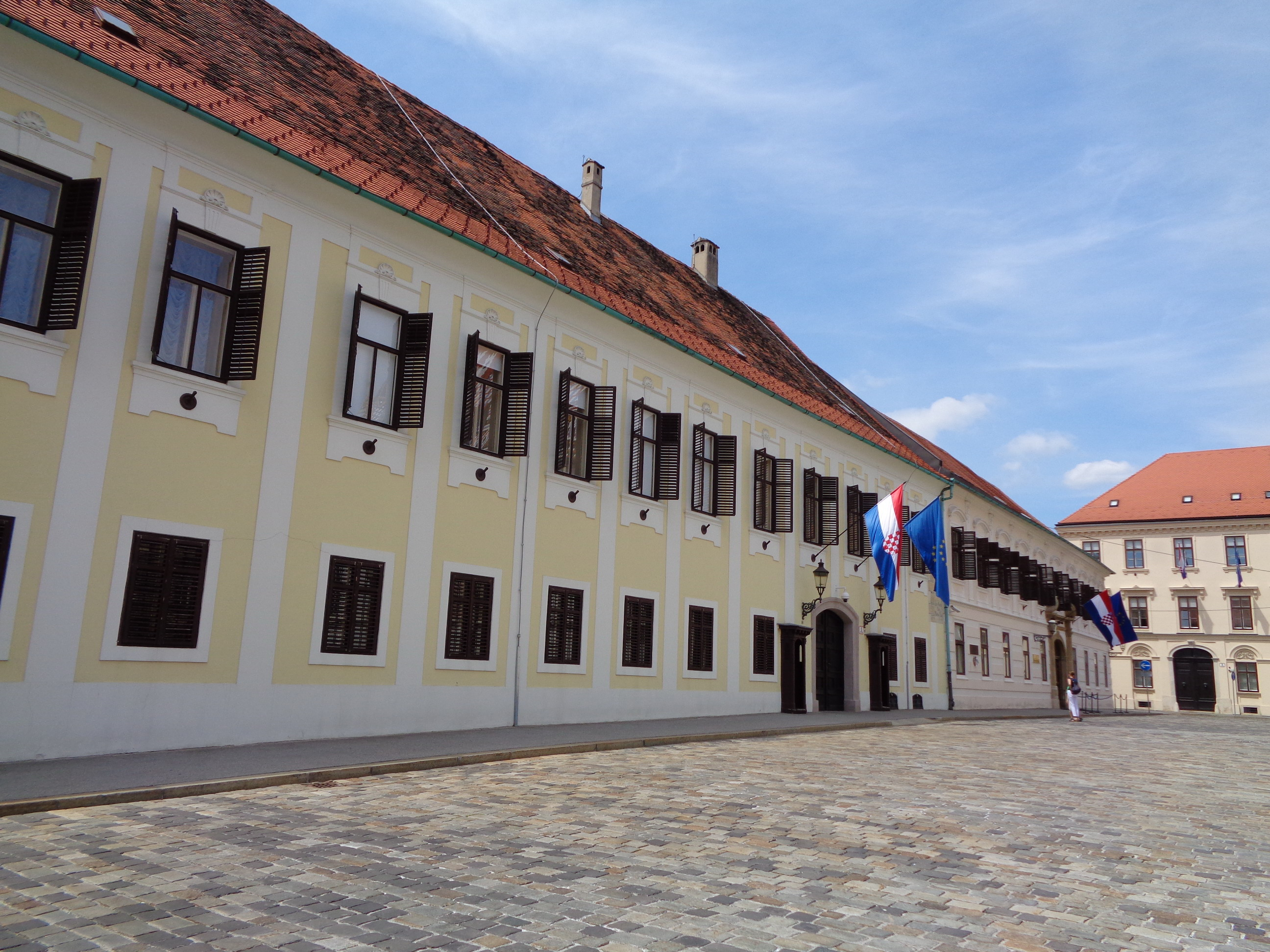
Vorderansicht des Banuspalais
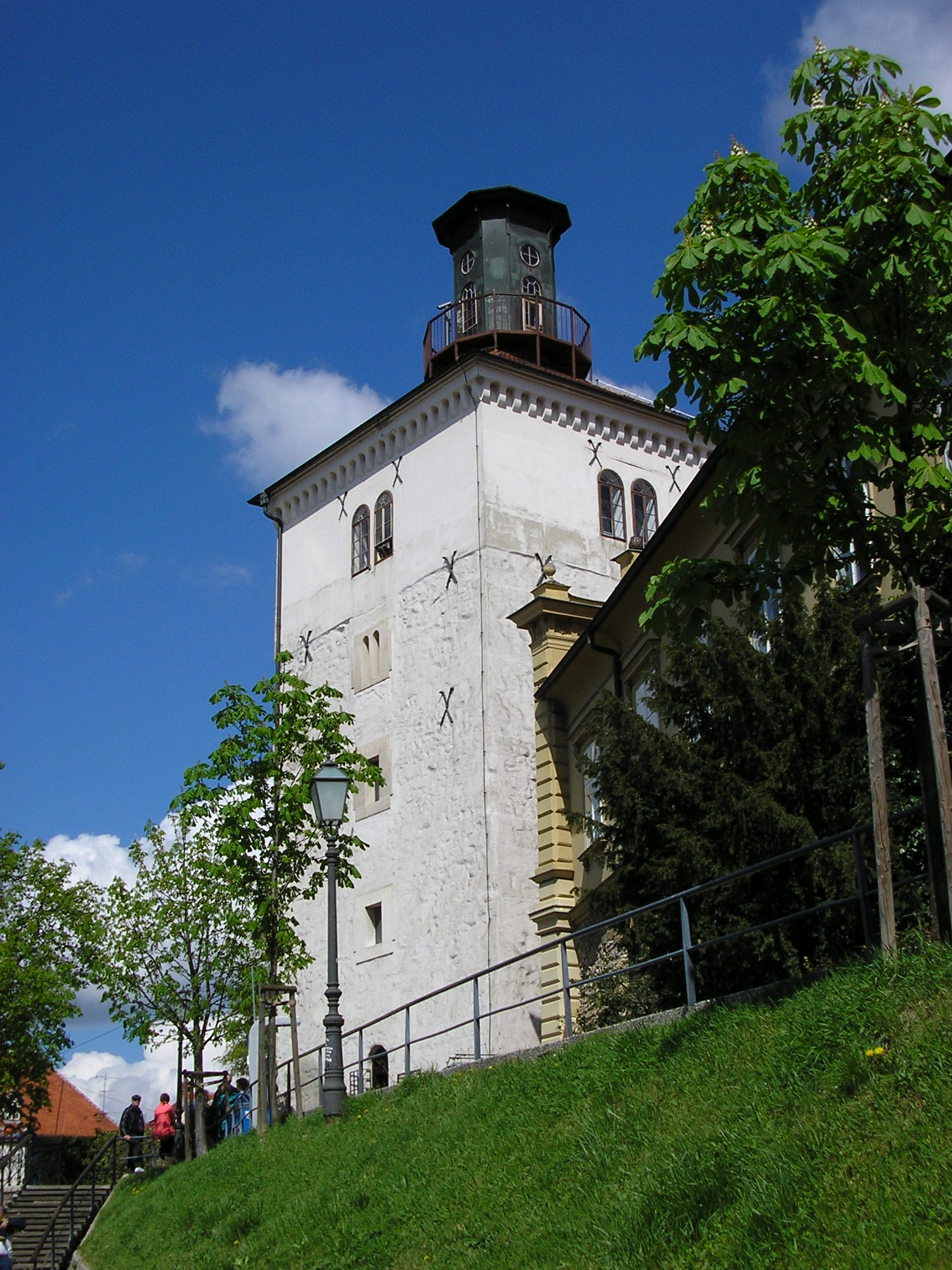
Der Lotrščak-Turm, aus dem täglich zur Mittagszeit eine Papierkugel aus einer Kanone abgefeuert wird.
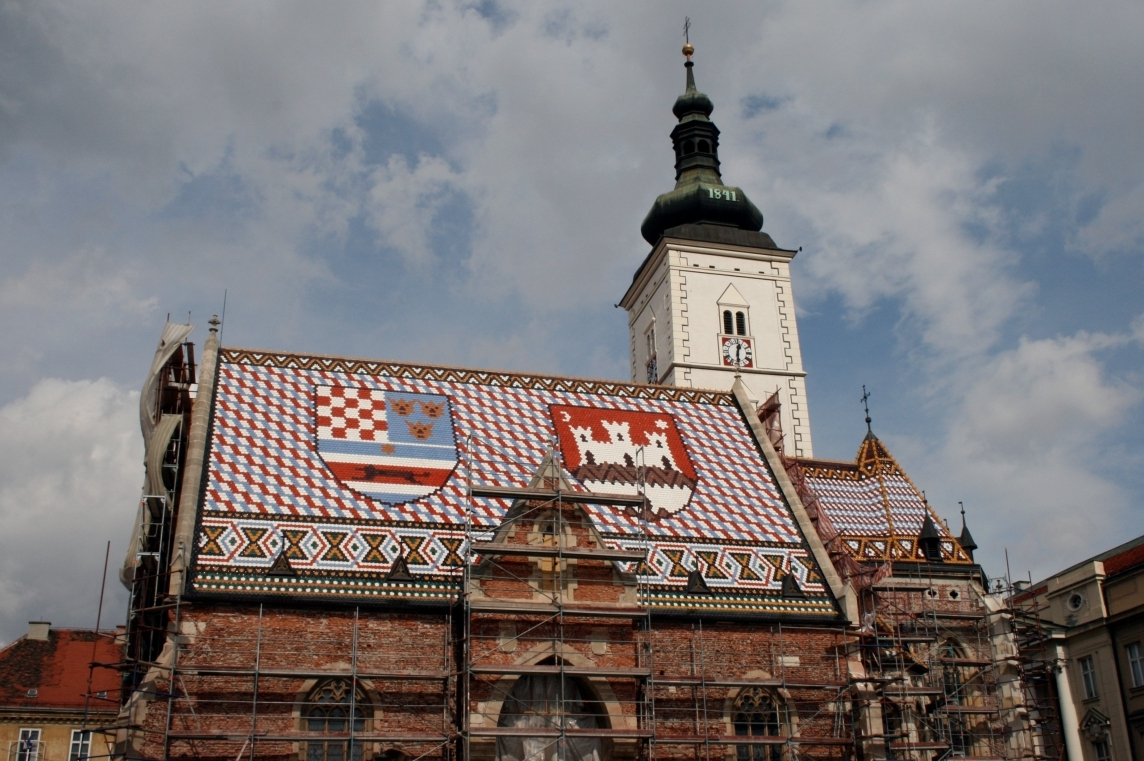
Die Markuskirche wurde zu Beginn der 2000er-Jahre renoviert.
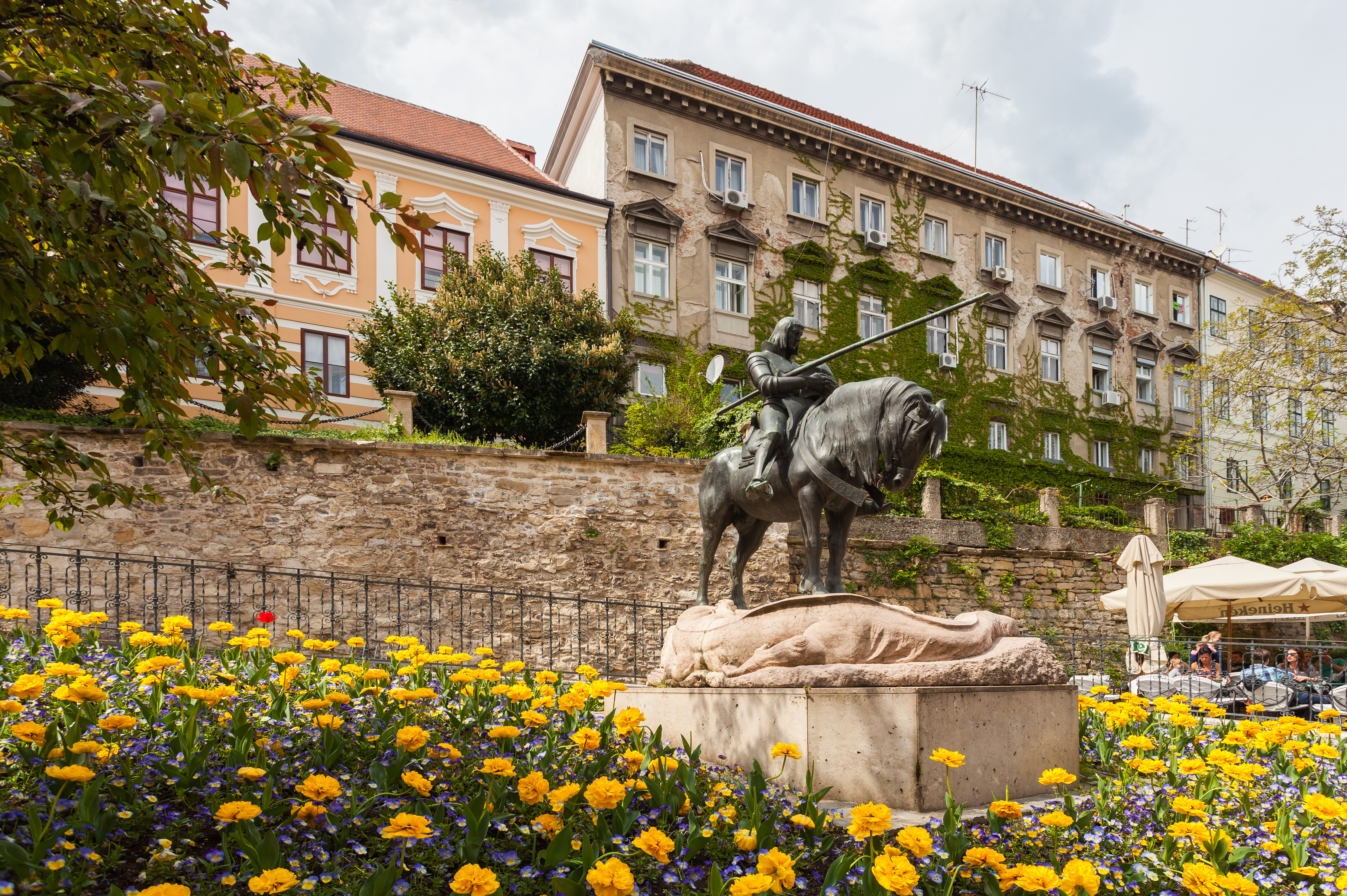
Das Kamenita vrata von der Radić-Straße gesehen.
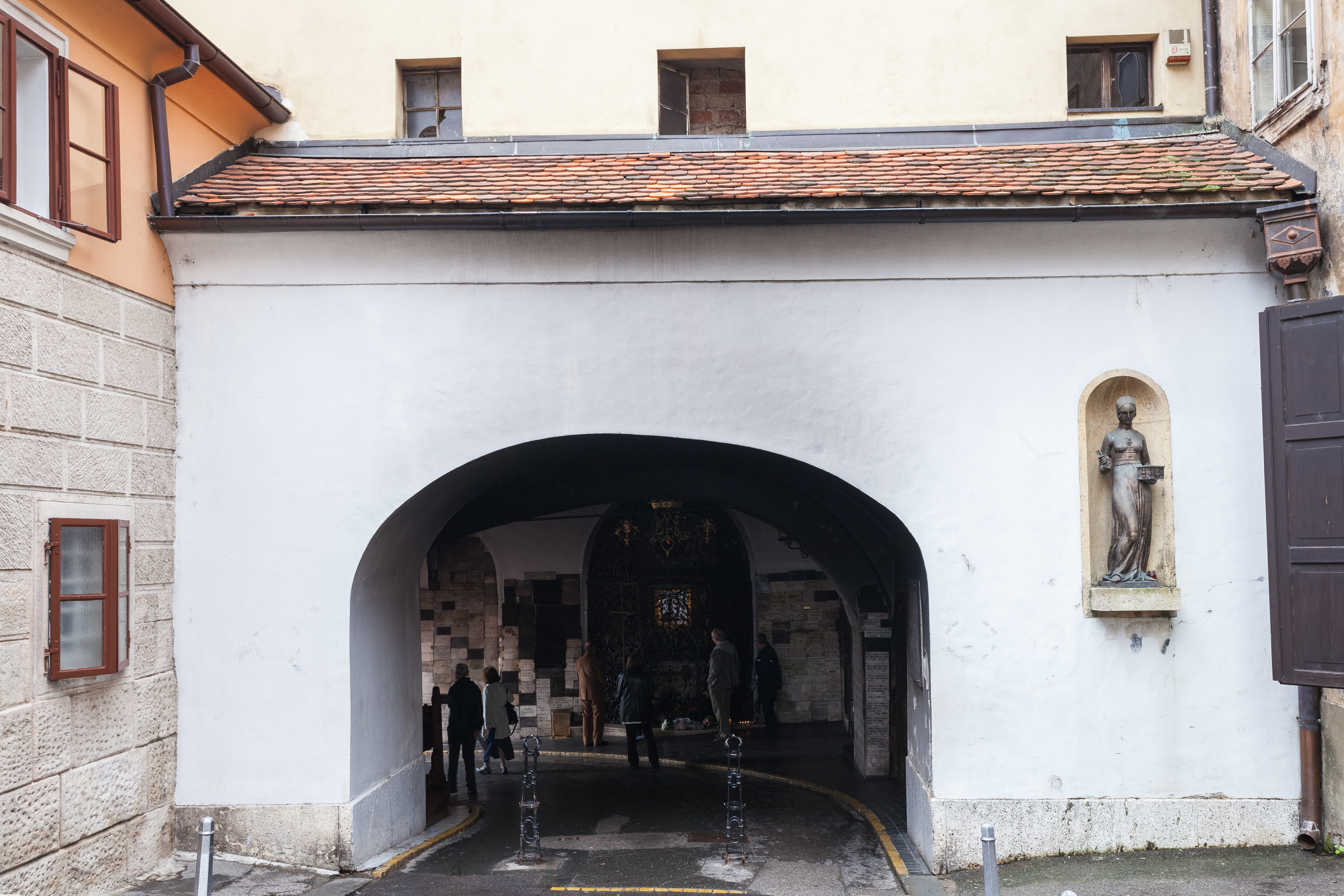
Steintor
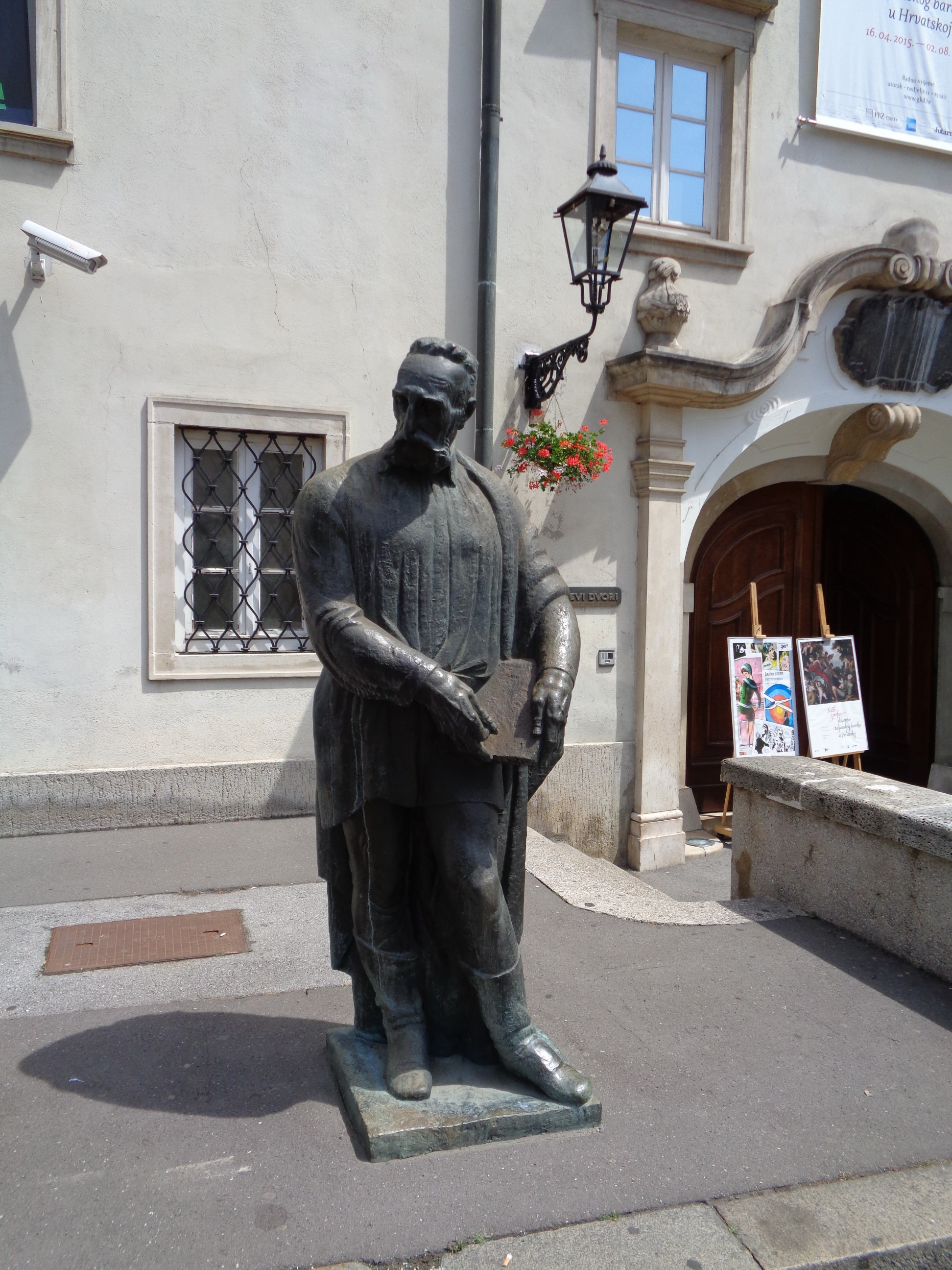
Statue des Miniaturenmalers Julije Klović vor der Galerie „Klovićevi dvori“